# Anomiopsyllus martini
Anomiopsyllus martini är en loppart som beskrevs av Holland 1965. Anomiopsyllus martini ingår i släktet Anomiopsyllus och familjen mullvadsloppor. Inga underarter finns listade i Catalogue of Life.